# Atrasana postica
Atrasana postica är en fjärilsart som beskrevs av Walker 1856. Atrasana postica ingår i släktet Atrasana och familjen tandspinnare. Inga underarter finns listade i Catalogue of Life.